# 坂根進
坂根 進（さかね すすむ、1931年8月28日 - 1998年12月21日）は、鳥取県出身の日本のアートディレクター、映像プロデューサー、元サン・アド社長。

## 略歴
島根県立松江北高等学校卒業、千葉大学工学部写真工学科を中退した後、サクラクレパス、田辺製薬、主婦の友社を経て株式会社寿屋（現在のサントリー）に入社し、主に同社宣伝部で活躍する。
1964年、開高健、山口瞳、柳原良平らとともに広告制作会社サン・アドを設立。のちにフリーとなる。主な仕事にサントリー、HONDA、SONY等の広告キャンペーンのAD、大阪万国博覧会(水資源の映像)、海洋博、ポートピア、筑波科学万博(鳥の生態)、バンクーバー交通博日本館、花の万博(立体動物映画)等のパビリオン・プロデュース他がある。著作に「トリスの広告25年史」等があった。
主な受賞にADC賞、朝日広告賞、毎日広告デザイン賞、広告電通賞、ACC賞がある。